# Marc Streel
Pour les articles homonymes, voir Streel.
Marc Streel (né le 12 août 1971 à Waremme) est un coureur cycliste et pilote de rallye automobile belge. Il a été deux fois champion de Belgique du contre-la-montre.

## Palmarès
- 1989
  - Circuit Mandel-Lys-Escaut juniors
- 1991
  - Prologue du Tour du Limbourg amateurs
- 1992
  - 1rea et 3e étapes du Tour de la province d'Anvers
  - 3e du championnat de Belgique du contre-la-montre amateurs
- 1993
  - 6ea étape du Tour de Liège
  - 1rea étape du Tour de la province d'Anvers (contre-la-montre)
  - 4e étape du Tour du Gévaudan
  - 2e du Grand Prix Théo Mulheims
  - 2e du Tour de Liège
  - 3e du Tour de la province d'Anvers
  - 3e de Paris-Fécamp
- 1994
  - 2e du Circuit des frontières
  - 3e du Duo normand (avec Peter Verbeken)
- 1996
  - 8e étape du Circuit des Mines
  - 3e étape du Tour de l'Oise
  - Flèche hesbignonne
  - 2e étape du Circuit franco-belge
  - 2e de la Boucle de l'Artois
  - 2e de la Flèche ardennaise
  - 2e du Circuit franco-belge
  - 2e du Omloop van de Westkust
  - 3e du Circuit des Mines
- 1997
  -  Champion de Belgique du contre-la-montre
  - 2e du Grand Prix de la ville de Rennes
  - 2e du Grand Prix des Nations
- 1998
  - Grand Prix du Nord-Pas-de-Calais
  - Grand Prix Raf Jonckheere
  - 4e étape du Tour de la Région wallonne
  - Tour du Danemark :
    - Classement général
    - 1re et 4eb (contre-la-montre) étapes

  - 4e étape du Tour du Poitou-Charentes (contre-la-montre)
  - 2e du Circuit de la Sarthe
  - 3e du Tour du Poitou-Charentes
  - 3e du Grand Prix des Nations
- 1999
  -  Champion de Belgique du contre-la-montre
  - Prologue du Tour de la Région wallonne
  - Grand Prix Jef Scherens
  - 2e du Tour de Picardie
  - 2e du Tour de la Région wallonne
  - 2e du Grand Prix Eddy Merckx (avec Jesper Skibby)
  - 2e du Grand Prix Raf Jonckheere
- 2000
  - Ronde de Saint-Quentin
  - 4e étape du Tour de la Région wallonne
  - 2e de la Flèche hesbignonne
  - 2e du championnat de Belgique du contre-la-montre
- 2001
  - 5e étape de la Course de la Paix
- 2002
  - 2e du Championnat des Flandres
  - 3e de la Course des raisins
- 2004
  - 2e étape des Quatre Jours de Dunkerque
- 2005
  -  Champion de Belgique du contre-la-montre élites sans contrat
  - Champion de la province de Liège du contre-la-montre
  - À travers le Brabant wallon
  - Romsée-Stavelot-Romsée
  - 4e étape du Tour de Liège
  - 5e étape de la Ronde de l'Oise
  - Critérium de Gayant
  - 2e de la Ronde de l'Oise
- 2006
  - Champion de la province de Liège du contre-la-montre
  - Tour de Namur
  - 2e du Grand Prix d'Affligem
  - 2e du championnat de Belgique du contre-la-montre élites sans contrat
- 2008
  - 2e du championnat de Belgique du contre-la-montre élites sans contrat

## Résultats sur les grands tours

### Tour d'Italie
2 participations
- 1998 : hors délais (17e étape)
- 2002 : non-partant (15e étape)

## Classements mondiaux
| Année           | 2005 | 2006 |
| --------------- | ---- | ---- |
| UCI Europe Tour | 940e | 723e |